# 迈赖涅
迈赖涅，是匈牙利巴兰尼亚州所辖的一个村。总面积14.47平方公里，总人口276，人口密度19.1人/平方公里（2011年1月1日）。